# Joseph Aind
Mons. Joseph Aind, S.D.B. (* 5. listopadu 1945, Nahorani) je indický římskokatolický duchovní a emeritní biskup Dibrugarha.

## Život
Narodil se 5. listopadu 1945 v Nahorani.
Vstoupil k Salesiánům Dona Bosca a po studiu filosofie a teologie byl 27. listopadu 1976 vysvěcen na kněze.
Dne 11. listopadu 1994 jej papež Jan Pavel II. jmenoval biskupem diecéze Dibrugarh. Biskupské svěcení přijal 19. března 1995 z rukou biskupa Thomase Menamparampila a spolusvětiteli byli biskup Joseph Mittathany a biskup Robert Kerketta.
Dne 15. února 2021 přijal papež František jeho rezignaci na post diecézního biskupa z důvodu dosažení kanonického věku 75 let.